# Herzogtum Arenberg-Meppen
Das Herzogtum Arenberg-Meppen wurde 1803 für den Herzog von Arenberg als Ersatz für das verlorene alte linksrheinische Herzogtum Arenberg in der Eifel geschaffen. Es bestand aus dem Amt Meppen im Emsland, dem Vest Recklinghausen im heutigen Ruhrgebiet sowie später dem Gebiet um Dülmen im Münsterland. Das Land gehörte zu den Gründern des Rheinbunds. 1810 wurde es von Napoleon, dem „Protektor des Rheinbundes“, gleichwohl annektiert und an Frankreich angeschlossen. Der Wiener Kongress gab den südlichen Teil des Landes 1815 unter die Souveränität Preußens, den nördlichen Teil unter die des Königreichs Hannover. Allerdings erhielt der Herzog in beiden Staaten Rechte als Standesherr, die im hannoverschen Teil bis 1875 mit erheblichen Vorrechten in Justiz und Verwaltung verbunden waren.

## Souveränität

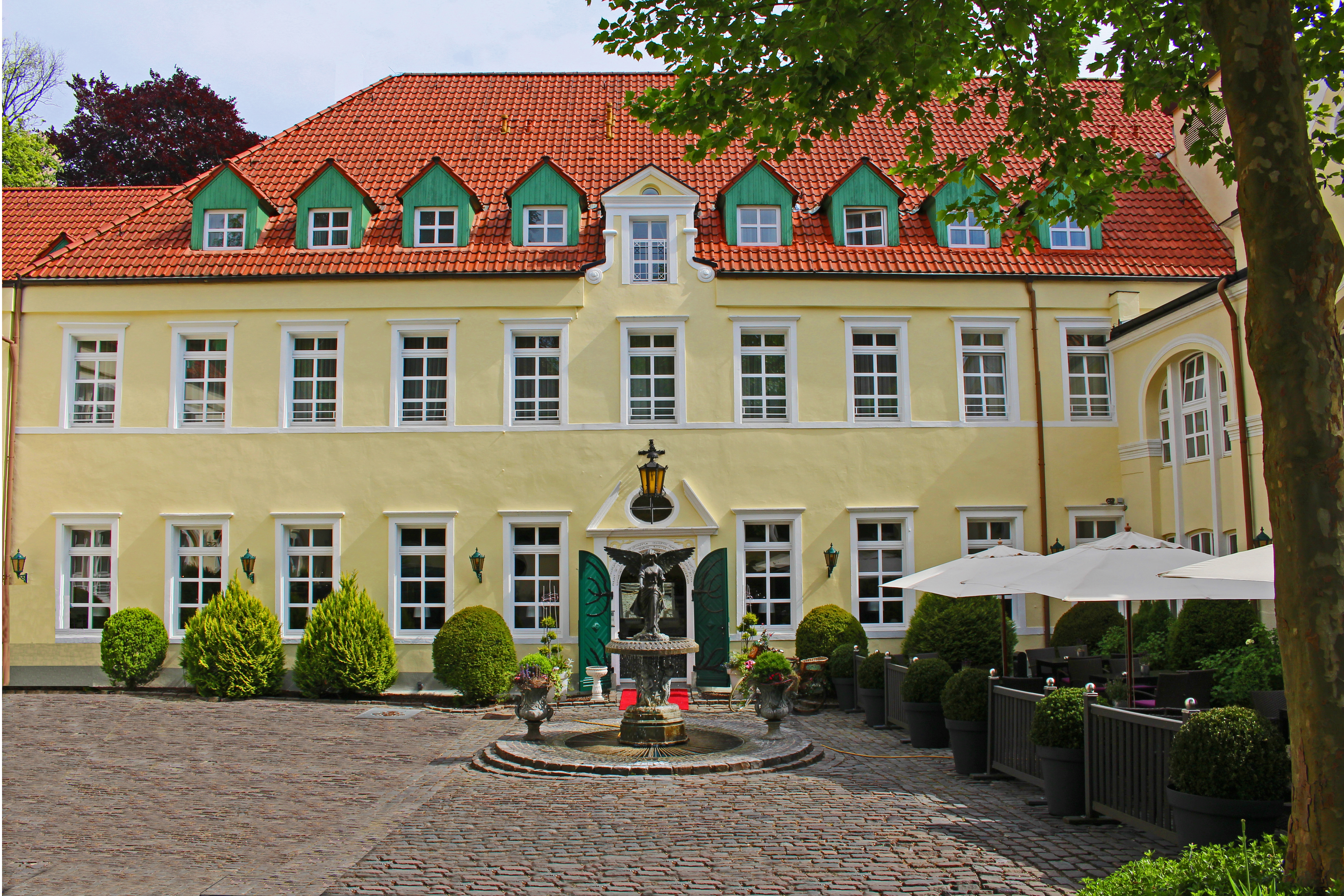
Die Engelsburg in Recklinghausen: Haupt- und Verwaltungssitz des Herzogtums

Als Entschädigung für den Verlust des alten Herzogtums in der Eifel wurden Herzog Ludwig Engelbert von Arenberg am 25. Februar 1803 vom Reichsdeputationshauptschluss das Amt Meppen aus dem Hochstift Münster und Vest Recklinghausen aus dem Erzstift Köln zugesprochen, ein Gebiet von insgesamt 660 Quadratkilometer mit 76.000 Einwohnern, aus dem das neue Herzogtum Arenberg-Meppen gebildet wurde. Im Fall des Vest Recklinghausen hatte sich diese Entwicklung bereits Ende 1802 abgezeichnet. Der in Münster residierende Freiherr vom Stein hatte sich vergeblich bemüht, dieses Gebiet zur Arrondierung der westfälischen Teile des Königreichs Preußens zu erwerben. Bereits am 26. November 1802 hatte der Herzog von Arenberg praktisch das Vest in Besitz genommen.
Hauptstadt wurde Recklinghausen. Zum Statthalter wurde der Graf von Westerholt ernannt.
An die Stelle einer provisorischen Zentralbehörde trat 1804 eine neue Regierung mit Ansätzen zur Verwaltungsmodernisierung. Kein Zweifel bestand darin, dass der Herzog die Landstände aus Ritterschaft und Kölner Domkapitel im Vest Recklinghausen ausschalten wollte. Zu Gunsten der neuen Regierung wurden auch die Befugnisse des Statthalters eingeschränkt. Dieser verlor etwa die Verantwortung für die Justiz. Für diese wurde eine Polizei- und Justizstelle in Recklinghausen geschaffen. Die Zentralbehörde war seither unterteilt in die Regierung, das Hofgericht und die Justiz- und Polizeistelle.
Am 12. Juli 1806 gründete Ludwig Engelberts Sohn, Prosper Ludwig von Arenberg, der die Herzogswürde durch Abdankung seines Vaters bereits im September 1803 angenommen hatte, zusammen mit weiteren Fürsten und Kaiser Napoleon den Rheinbund. Er erlangte so die volle Souveränität für sein Herzogtum, außerdem wurde seiner Landesherrschaft durch die Rheinbundakte die Grafschaft Croÿ-Dülmen, die 1803 aus dem Amt Dülmen des Hochstifts Münster neugebildet worden war und ein Gebiet von 6,5 Quadratmeilen mit 8000 Einwohnern umfasste, als Standesherrschaft unterstellt. Im Jahr 1808/09 wurde der Code Napoléon als Zivilgesetzbuch eingeführt.
Zentrale Grundlage des Code Napoléon war die Freiheit der Person und des Eigentums. Dies war nicht vereinbar mit den feudalen Abhängigkeitsverhältnissen der Bauern. Im Januar 1808 ließ der Herzog verkünden, dass ab sofort „alle Leibeigenschaft und Eigenbehörigkeit zwar aufgehoben, und von nun an darf niemand unter dieser Bedingung liegende Güter verleihen oder annehmen.“ Die persönliche Abhängigkeit endete damit, auch der Zwangsdienst wurde aufgehoben. Aber die bisherigen Abgaben bestanden weiter. „Was die Eigenbehörigen in dieser Eigenschaft an Geld oder Früchten dem Gutsherr dahin zu liefern hatten, ist auch fernerhin an denselben zu zahlen.“ Obwohl im Vergleich zum bisherigen Zustand fortschrittlich, blieb die Eigentumsfrage ungelöst. In der Folge kam es zu Unsicherheiten bei den Betroffenen. Aber auch verschiedene Verordnungen lösten das Problem bis zum Übergang der Herrschaft an das Großherzogtum Berg nicht.
Der Herzog beteiligte sich aufgrund der Bestimmungen der Rheinbundakte militärisch auf der Seite Napoleons. Ein Grund war auch, dass er die kaiserliche Unterstützung benötigte, weil er sich von Preußen bedroht sah. Das neue Herzogtum stellte im Rahmen des Rheinbundes 379 Soldaten. Der Herzog rüstete in Lüttich außerdem ein leichtes Kavallerieregiment aus. Er selbst stand an der Spitze des Regiments und machte verschiedene Feldzüge mit. In Spanien wurde er schwer verwundet und geriet in englische Kriegsgefangenschaft, aus der er erst 1814 entlassen wurde. Durch seine Ehe mit der französischen Prinzessin Stephanie de Tascher de la Pagerie, einer Nichte der Kaiserin Josephine, rückte er 1808 in die Nähe des französischen Kaiserhauses.

## Napoleonische Annexion

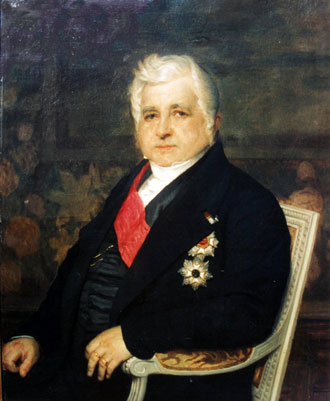
Prosper Ludwig von Arenberg

Die Unterstützung Napoleons hatte nicht verhindern können, dass mit einem Großteil des nordwestdeutschen Raumes auch das Herzogtum Arenberg annektiert wurde. Dahinter steckte das Ziel, die Kontinentalsperre gegenüber dem Vereinigten Königreich von Großbritannien und Irland effektiver zu machen. Gerade auch von Papenburg, das zum Herzogtum Arenberg-Meppen gehörte, hatten zuvor zahlreiche Handelsschiffe die Blockade durchbrochen. Meppen und Dülmen wurden durch kaiserliches französisches Senatusconsult vom 13. Dezember 1810 durch Frankreich annektiert und überwiegend in das Lippe-Département eingegliedert; das Amt Meppen kam zum Département de l’Ems-Supérieur. Der südlich der Lippe gelegene Landesteil Recklinghausen hingegen wurde mit Dekret vom 22. Januar 1811 in das Großherzogtum Berg eingegliedert. Die operativen Tätigkeiten zur Eingliederung des Herzogtums in das Erste Kaiserreich leitete Théobald Baron de Bacher, der ehemalige Geschäftsträger Frankreichs beim Rheinbund.
Als Entschädigungen für entgangene Einkünfte wurden Prosper Ludwig von Arenberg 1813 von Napoleon erbliche Leibrenten in Höhe von 134.000 (für Meppen) und 106.702 Francs (für Recklinghausen, zu zahlen aus der Staatskasse des Großherzogtums Berg) zugesichert. Außerdem erhielt er den Titel eines französischen Herzogs.

## Standesherrschaft

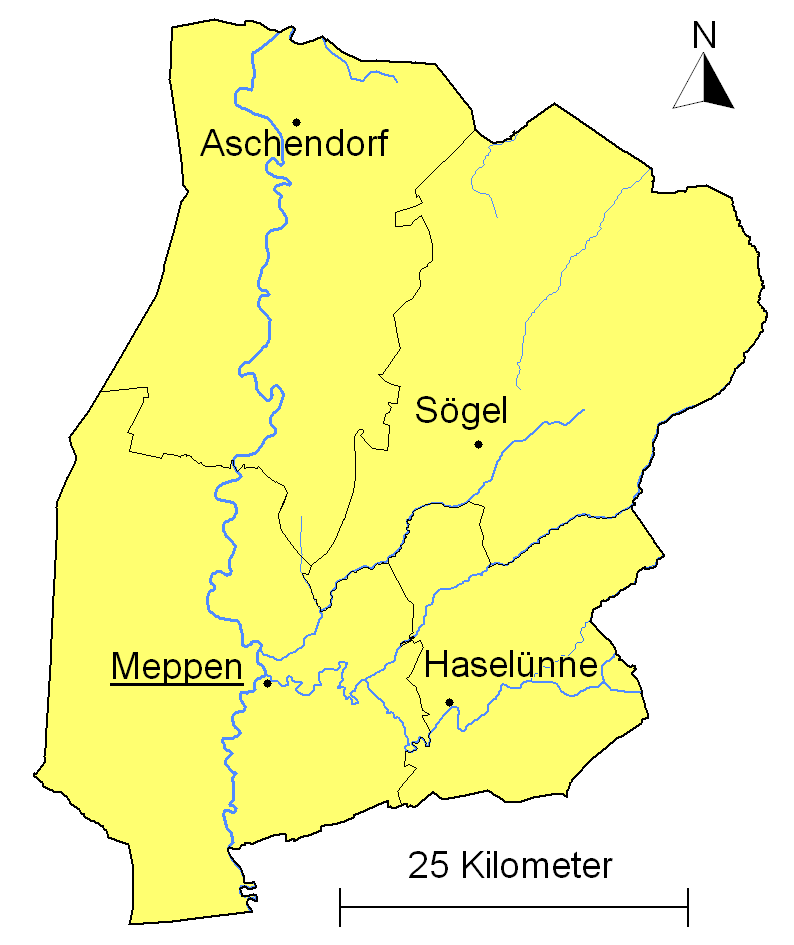
Der emsländische Teil des Herzogtums Arenberg-Meppen 1815

Nach der Niederlage Napoleons in der Völkerschlacht bei Leipzig besetzten preußische Truppen auch das Gebiet des von Frankreich annektierten Herzogtums Arenberg-Meppen. Verwaltet wurde es zwischen 1813 und 1815 vom alliierten Generalgouvernement zwischen Weser und Rhein.
Durch den Wiener Kongress wurden die Annexionen Recklinghausens und Meppens 1815 nicht revidiert. Das in das Großherzogtum Berg eingegliederte Recklinghausen sowie Dülmen kamen unter preußische Hoheit, Meppen zum Königreich Hannover. Dem Herzog wurde vom Wiener Kongress allerdings die Standesherrschaft zuerkannt, mit einer Virilstimme auf dem westfälischen Provinziallandtag. Einer Forderung des Herzogs gegenüber Preußen, dass er auf die Standesherrschaft für Recklinghausen unter Beibehaltung seines dortigen Eigentums verzichten und stattdessen die von Napoleon zugesagte Leibrente empfangen wolle, wurde nicht stattgegeben, ihm aber durch eine Übereinkunft vom 29. November 1824 eine Leibrente von 13.500 Reichstalern zuerkannt.
Seit 1826 führte das standesherrliche Gebiet Meppen innerhalb des Königreichs Hannovers wieder die Bezeichnung Herzogtum Arenberg-Meppen. Um 1840 umfasste es 45 Quadratmeilen mit 49.816 Einwohnern, die Grafschaft Recklinghausen 15 Quadratmeilen mit 40.000 Einwohnern.
Als Standesherr verfügte der Herzog im Gebiet Meppen über beträchtliche Rechte. Er hatte die untere Gerichtsbarkeit, die Schulaufsicht und die Polizeiverwaltung inne. Das Land wurde von arenbergischen Beamten verwaltet. Beaufsichtigt wurde dies durch den hannoverschen Landdrost in Osnabrück. Eingeteilt war das Gebiet in vier Mediatämter. Dies waren die Ämter Meppen, Haselünne, Hümmling und Aschendorf. Diesen war in Bezug auf die Rechtsprechung die Standesherrliche Herzoglich-Arenbergische Justiz-Kanzley zu Haselünne als Gericht zweiter Instanz übergeordnet. Nach der Revolution von 1848 wurde im Königreich Hannover die Rechtsprechung von der Verwaltung getrennt und die Patrimonialgerichtsbarkeit abgeschafft. Stattdessen wurden daraufhin mit der Verordnung vom 7. August 1852 die Bildung der Amtsgerichte und unteren Verwaltungsbehörden betreffend königlich hannoversche Amtsgerichte gegründet. In Bezug auf die Standesherrschaft waren dies die Amtsgerichte Meppen, Haselünne, Hümmling und Aschendorf.
1866 wurde das im Deutschen Krieg besiegte Königreich Hannover von Preußen annektiert, somit auch das Gebiet des früheren Herzogtums. Die Arenberg nach hannoverschem Recht zugewiesenen Sonderrechte wurden 1875 vom preußischen Staat endgültig aufgehoben.